# Georgiacetus vogtlensis
Georgiacetus vogtlensis és una espècie extinta de balena que visqué durant l'Eocè en el que avui en dia són els Estats Units. A la Universitat Meridional de Geòrgia s'exhibeix un esquelet de Georgiacetus al museu del campus.